# Brucellose
Brucellose, også kaldet Bangs sygdom, Gibraltar-feber, Malta-feber eller maltesisk feber er en zoonotisk infektionssygdom, der skyldes en lille gram-negativ stav-bakterie kaldet brucella, som man især kan få sydpå ved at spise ikke-varmebehandlede mælkeprodukter.
Man får høj feber og forstørret milt. Behandlingen er doxycyklin.
| Lægevidenskab | Spire Denne artikel om lægevidenskab er en spire som bør udbygges. Du er velkommen til at hjælpe Wikipedia ved at udvide den. |